# Пережити Різдво
Пережити різдво — комедія 2004 року, поставлена режисером Майком Мітчелом. Хоча за суттю є різдвяною стрічкою, вихід її у світ відбувся наприкінці жовтня, що було зроблено для того, щоб уникнути конкуренції зі стрічкою «Час відплати» 2003 року. У обидвох фільмах головну роль грає американський актор Бен Аффлек.
Негативно був сприйнятий критиками і провалився у прокаті, можливо, через оригінально-цинічний сюжет і нетипові образи основних героїв, у зв'язку з чим уже невдовзі був випущений на DVD[джерело?]. Збори у США — $11,198,345, у світовому прокаті (крім США) — $3,130,468.
Гасло стрічки: «Цього року Різдво прийде раніше. Дійсно раніше. Аж… 22 жовтня» (англ. «This year, Christmas comes early. Really early. Like… October 22nd.»)

## Актори
| Актор              | Роль                           | План |
| ------------------ | ------------------------------ | ---- |
| Бен Аффлек         | Дрю Летам                      | 1    |
| Крістіна Епплґейт  | Аліша Валко, дочка             | 1    |
| Джеймс Гандольфіні | Том Валко, батько              | 2    |
| Кетрін О'Хара      | Кристина Валко, мати           | 2    |
| Джош Закерман      | Браян Валко, син               | 2    |
| Біл Мейсі          | Соул, «Дідок»                  | 2    |
| Дженніфер Моррісон | Місі Ванґлідер, дівчина Дрю    | 2    |
| Удо Кір            | Генріх, фотограф               | 3    |
| Девід Селбі        | Горацій Ванґлідер, батько Місі | 3    |
| Стефані Фереси     | Летіція Ванґлідер, матір Місі  | 3    |
| Стівен Рут         | Доктор Фрімен, психолог Дрю    | 3    |
| Сай Річардсон      | Дублер «Дідка»                 | 2    |
| Тенжі Емброз       | Кетрин, помічниця Дрю          | 3    |
| Джон Браянт        | Таксист                        | 3    |
| Пітер Джейсон      | Бос Дрю                        | 3    |
| Рей Бафер          | Ерні                           | 3    |
| Філ Льюїс          | Юрист-консультант              | 3    |

## Герої

### Дрю Летам
У цьому персонажі Афлек втілює образ ініціативного молодого циніка з талантами та здатностями переконувати людей, користуючись довільним набором аргументів. Причиною для не глибокої початкової духовності героя є недостача родинного оточення, затишку у дитинстві. Змалку покладаючись лише на себе, Дрю є відповідальним та рішучим навіть у такій безглуздій і дивній ідеї як оренда родини на Різдво. У той же час, у світоусвідомленні характеризується адекватністю — щойно почувши жахливу новину про неминуче розлучення, готовий поступитися будь-якими своїми фантазіями та вчинками, думаючи, що він може бути причиною. Нарешті, отримавши жадану підтримку в оточенні знайомих людей, змінюється на краще, набуваючи довгоочікуваного духовного спокою.

### Том Валко
Холодний та рішучий, почасти непередбачливий Том, господарює у своїй родині, керований значним життєвим досвідом та правилом «Менше слів — більше дії». Він, як і більшість представників свого соціально-економічного прошарку — прагматик, виражає любов до родини не через моменти ласки та втіхи, а у кінцевому варіанті. Любить салямі.

### Кристина Валко
Довільна домогосподарка знає, що турбота про родину складається не лише з турботи про дітей та чоловіка. Прагматизм у ній сильно посилений Томом, але зі ставлення до Браянового проводження часу, очевидно, що від природи він набагато менший, можливо навіть на рівні легкої наївності. Як і будь-яка жінка, потребує теплоти та любові, — на нещастя, сила цих потреб теж значною мірою нівелюються характером Тома.

### Аліша Валко
Аліша, поряд з Дрю, теж є головним героєм стрічки. Як натякається в одній зі сцен, вона «серйозна жінка зі своїми проблемами і обов'язками» і т. д. Попри те, що життя давно вже не казка, вона не втратила гідність та оптимізм, ризиковість, бажання або принаймні несупротив до відчуття нового. Не драматизує зайвий раз, але завдяки вищевказаним якостям є вельми цікавою для оточуючих персоною, саме її включення до сюжетних ліній вносять у останні нові напрямки розвитку.

## Сюжет
Стрічка має дві основних сюжетних лінії, що постійно переплітаються. Головна з них — це різдвяна трагедія Дрю Летама, на фоні якої він спочатку свариться з Місі, а потім зустрічається з родиною Валко, ця ж лінія завершує розв'язку фільму.
Друга за важливістю лінія — криза родини Валко — батьки планують розлучення, через що син довгий час проводить у мережі, а Кристина зважується на відверту фотосесію.
Також важливою для вирішення сюжетних протиріч є лінія акторів театру, які спочатку грають «дідків» Дрю. Та потім саме запрошення на різдвяну виставу виставу з Соулом у головній ролі, визначає головне місце розв'язки.

Дрю Летам презентує рекламу нового продукту

Стрічка починається з передріздвяної метушні, серед якої нещасливі та сумні лише самотні люди, що не змогли відшукати щастя в житті. У цьому вирії молодий рекламний аґент Дрю Летам (Бен Афлек) створює рекламу нового напою — знежиреного алкогольного Гоголь-моголя, яка засновується на факті, що для більшості американців свята наодинці з родиною є непосильним тягарем, і щоб витримати їх, їм необхідно вживати алкоголь у підвищених дозах. Дрю тримається стилю, за яким здатен рекламувати що завгодно кому завгодно без етичних обмежень, комплексів та остраху.
Опісля успішної презентації нового проекту, на Дрю чекає зустріч з дівчиною — Місі Ванґлідер (Дженіфер Морісон), яка чекає від нього переходу на новий етап серйозних стосунків — знайомства з батьками Дрю. Та всупереч очікуванням, останній дарує їй квитки на Фіджі, у зв'язку з чим вона обурюється, мовляв Різдво — свято родинне. Кульмінацією суперечки є точка зору Дрю, за якою, якщо він усе розповість Місі, то між ними не буде таємниць та цікавостей, і стосунки приречені на закінчення. Врешті-решт, це і стається, і Місі залишає Дрю на самоті посеред різдвяної метушні.
Дрю, почуваючи провину, доручає своїй асистентці, Кетрин, зробити Місі подарунок у вигляді браслету від Картьє, у додаток до якого написати душевного листа, де буде сильно виражено «щось дуже особисте, щоб показати глибину його почуттів, його емоції…». Сам же Дрю займається обтелефоновуванням своїх найближчих друзів, при тому, що близьких друзів не має. пропонуючи їм зустріти Різдво разом. У решті-решт, пригнічений самотою, Дрю вирішує звернутися до свого психолога, доктора Фрімена. Виявляється, останній теж, бажаючи провести Різдво з родиною, готується до відльоту, проходячи контроль у аеропорті. Саме психолог, роздратований настирливістю Дрю, хвилюючись у першу чергу за родинні проблеми, радить йому спосіб позбутися образи на родину Дрю, з якою він чомусь відсвяткувати не може. Спосіб являє собою прибуття на місце, яке б нагадувало про дитинство, написання на папері усіх образ, з наступним спаленням папірця, вимовляючи слова «Я вас пробачаю».
За таке місце з дитинства, Дрю обирає будинок, у якому народився та виріс. Звичайно ж, там вже живуть інші люди — родина Валко, на момент його приїзду у складі батька Тома, матері Кристини та сина Браяна. Поки Дрю насолоджується подвір'ям, що таке йому дороге і пам'ятне, його помічає Том і б'є по голові лопатою, сприймаючи за підпалювача, як тільки той намагається спалити папірець з образами. Дрю приходить до тями вже в будинку свого дитинства, і прохає господиню оглянути його. Проходячи повз «скриплячі сходи», потрапляє до своєї кімнати, де починає розуміти, що це саме те місце, що йому потрібне для відновлення Різдвяного Духу і пропонує Тому лишитись. Однак той, не дуже гостинний за характером, без усіляких сумнівів випроваджує Дрю з хати. Покумекавши, останній повертається та пропонує Тому заплатити 250 тисяч доларів за провадження Різдва у їх будинку. Тому, погоджуючись, приймає Дрю, як сина. Однак такою домовленістю не визначаються умови, і для складання та підписання договору запрошується юрист-консультант. У договорі зазначається, що в обмін на 250000 дол. родина Валко допоможе містеру Летаму відновити дитячі різдвяні спогади, включаючи, та не обмежуючи їх відповідними урочистостями, святкуваннями, усілякими різноманітними звеселеннями і сумірними Різдву радостями. Сторони підписують договір.
Наступного ж ранку Дрю починає дратувати Тома неприємними дрібницями: ностальгуючи за дитинством, ламає поручень на сходах, з'їдає салямі Тома. Слідом відбувається купівля ялинки, де Том змушений вдягнути червоного капелюха. Після купівлі, приїжджаючи додому, Дрю спонукає Тома заспівати різдвяну пісню про ялинку, перед тим, як засвітити її. Раптово лунає струкіт у двері і виявляється, що у родині є ще один член — дочка Аліша. Дрю відразу починає натякати на те, що присутність в родині дочки не була запланована контрактом, і нарікає на те, що це все псує. У решті-решт, Дрю запалює ялинку. Наступним ранком, Дрю виводить Браяна для гри у сніжки. Як тільки Том дізнається про це, він одразу скаженіє, бо у грі між Дрю та Браяном Дрю перший має очевидну перевагу. Том мститься за Браяна.

Дрю пропонує родині Валко приблизний сценарій виконання контракту

Дрю все ж намагається вирішити проблему з присутністю дочки, пропонуючи їй виконати роль служниці-прибиральниці, іспанки чи шведки. Врешті-решт, він вигадує сценарій, і пропонує його родині, для того, щоб вони могли приблизно зрозуміти чого ж він від них хоче. Сценарій видається не дуже конкретним і не дуже коректним. Раптово, з'являється дідок у халаті, появу якого у ролі діда в родині, Дрю аргументує тим, що Аліша усе зіпсувала своєю появою. Том погоджується з присутністю дідка, коли Дрю обіцяє йому ще 25000 дол. Минає ще один день. Цього разу родина їде на передріздвяні забави. Дрю несамовитий від щастя фотографується з Санта-Клаусом.
Але раптово все щастя і радість Дрю, який згадав своє дитинство, руйнує жахлива новина: у сім'ї Валко криза — батьки обговорюють розлучення, і вже певний час відчувають дискомфорт від єдності сім'ї. Дрю співчуває, і намагається поговорити з Кристиною, пропонуючи їй влаштувати власну, круту сексуальну, та зі смаком, сучасну, невимовно дорогу фотосесію. Та з вдячністю погоджується. Том, намагаючись відновити романтику шлюбу, купую автомобіль, схожий на той, який був у них в молодості.
Цим часом Аліша, яка вже примирилася з пристністю «психа», погоджується піти з Дрю, покататися на санчатах. Гірка, з якої Дрю з'їжджав у дитинстві, виявляється не надто високою та принагідною для дорослих з'їжджань, тому з допомогою вертольоту, вони підіймаються на вельми високу гору і в результаті з'їжджають з неї, та обидва застуджуються. Серед подушок, медикаментів та гарячих напоїв, Аліша розповідає про свою дитячу ілюзію — дуб з ожеледицею.
У родині все йде на виправлення — Том і Кристина знову поводяться як люблячі чоловік та дружина, Браян та Дрю, і ті, майже брати. Одного моменту, Дрю просить Алішу вийти з нею на декілька хвилин. Вони ідуть в парк, де Дрю показує їй дуб, схожий на той, який Аліша бачила у дитинстві. Та як тільки навколо дуба починається вистава, Аліша обурюється, вважаючи це бездушним знущанням над особистими дорогоцінними спогадами.
Увесь час, поки батьки дистанціювалися, Браян все більше заринався у комп'ютер. Як і більшість хлопчаків підліткового віку, він знайшов там не лише знання. І ось, під час одного з таких пошуків, у кімнату заходить дідок, який помічає на моніторі голих жінок. Парочка стурбованих, швидко проходячи крізь кілька посилань, знаходить фотографії матері Браяна з відвертої еротичної фотосесії. Усе знову до гори дриґом.

Місі знайомиться з «родиною» Дрю

Та саме у цей момент телефонує Місі і повідомляє, що вже майже приїхала до дому дитинства Дрю. Дрю вдає, що радіє, а насправді благає родину Валко імітувати атмосферу сімейного свята ще кілька годин, щоб Дрю міг спокійно повернутися до свого нормального життя. Том знову ж погоджується за 75 тисяч доларів. Родина продовжує прикидатися. Проминаючи кілька незручних сцен, одна з яких це поява заміни дідка, чорношкірого дублера, Дрю вже готовий кинути все, та Кристина, родина якої отримає 350000 дол., не дозволяє йому це зробити. У вирі всіх цих подій з'являється Аліша, яка помічає поцілунок Дрю та Місі, і ображається. Аліша виходить до гостей, і починає капостити, ставлячи Дрю у ще кілька незручних станів. Все завершується тим, що матір заходить у кімнату Браяна, де помічає шокованого хлопця та монітор зі специфічною еротичною фотографією. Найбільше обурюється Том, чорношкірому збоченцю ж подобаються споглядавані матеріали. Не реагуючи на всіх, Браян скидає монітор комп'ютера зі сходів, і той розбивається. Після такої родинної Драми летиція вибухає, слідом за нею вибухає її чоловік, який втратив терпіння за 25 років шлюбу. У розпалі його промови, Місі виявляє, що є дочкою якогось Скіпі Альтшелера, ще й народилася недоношеною, і батько їй не рідний. Місі вже ладна кинути родину, але у Дрю щось змінюється, він не бажає полишати родину, навіть таку, що вже не існує.
У будинку лишаються лише Дрю і Аліша. Остання запитує Дрю про його справжню родину. Виявляється, що тато покинув родину на Різдво, коли Дрю було 4 роки, а мати працюючи офіціанткою, завжди використовувала можливість попрацювати на Різдво у дві зміни, і померла, коли Дрю навчався у коледжі. Аліша звинувачує Дрю у руйнуванні її родини, та він повідомляє, що криза почалася вже давно.
Дрю повертається у свій справжній дім, та тепер його хвилює не лише самотність, як відсутність людей поряд, а ще і самотність, як відсутність родинного затишку. Його навідує Том, щоб забрати свої гроші, і помічає, що у Дрю гарний будинок, та він все-одно ввесь цей час жив у них. Здається, ніщо вже не зможе змінити розпад сім'ї. Та раптом Дрю знаходить у кишені квиток-запрошення на виставу від дідка, вони з Томом гадають, що решта родини також там. І не помиляються.
Том відновлює гарні стосунки з Кристиною, Браян нарешті не зв'язаний з віртуальним світом, але Аліша виявляється вийшла. Дрю повертається на сходи біля театру, де вони з Алішою з'ясовують стан справ. Патетичним фіналом картини є поцілунок Аліші та Дрю, який споглядає родина Місі, яка проїжджає поряд, останні досі гадають, що Дрю та Аліша — рідні сестра та брат.
Певним епілогом є епізод, де родина сидить в кафе і про щось дружно розмовляє.
Наскрізь стрічки переливаються два світосприйняття. Від початку і до знайомства Дрю з Алішою, переважає світосприйняття Дрю — дія пройнята цинічним ставленням до класичних родинних цінностей, їх висміюванням і пародіюванням, з допомогою театральної аналогії. Ближче ж до закінчення, родинні цінності виявляються сильнішими і перемагають.
Усупереч класичним уявленням про різдвяну комедію, стрічка не пройнята Духом Різдва і є скоріше комедією «антиріздва», у аналогії з жанром антиутопії, яка поступово переливається у добру різдвяну комедію.

## Саундтрек
| Назва                                    | Авторство                             | Виконання                     |
| ---------------------------------------- | ------------------------------------- | ----------------------------- |
| It's the Most Wonderful Time of the Year | Едвард Пола, Джордж Вайл              | Енді Вільямс                  |
| Dance of the Sugar Plum Fairies          | Ед Гартман                            | Ед Гартман                    |
| O Christmas Tree                         | ?                                     | Бен Аффлек, Джеймс Ґендолфіні |
| Jingle Bell Rock                         | Джозеф Біл, Джеймс Бус                | Чет Аткінс                    |
| Santa Claus is Coming to Town            | Дж. Фред Кутс, Ґевін Джилеспі         | Лоу Роулс                     |
| Christmas Wrapping                       | Крис Батлер                           | The Hit Crew                  |
| Disco Pimp                               | Девід Гіклер, Джон Костело            | Девід Гіклер, Джон Костело    |
| What's Your Name?                        | Гарі Росингтон, Роні Ван Зант         | Лінірд Скінірд                |
| Crash                                    | Пол Корт, Трейсі Трейсі, Стив Дулаган | The Primitives                |
| Cherry Pie                               | Джені Лейн                            | Варант                        |
| Have Yourself a Merry Little Christmas   | Ральф Блейн, Х'юґ Мартін              | Джуді Ґарланд                 |
| Feliz Navidad                            | Хосе Фелік'яно                        | ?                             |
| Happy Holidays (Beef Wellington Remix)   | Ірвінґ Берлін                         | Бінґ Кросбі                   |
| Away in a Manger                         | ?                                     | Ніколаус Естерхейзі           |
| Coming Home                              | Кейс Слетедагл                        | The 88                        |

## Відгуки
Стрічка була номінована на Золоту малину 2004 р. у номінаціях «Найгірший актор» (Бен Афлек), «Найгірший сценарій» (Дебора Каплан/Гарі Елфонт і Джефрі Вентимілія/Джошуа Стернін) та «Найгірша стрічка».
За підсумком рейтингу Rotten Tomatoes посів 91-е місце у списку 100 найгірших стрічок 2000-их, з показником 7%. За ствердженнями критиків, через недостатню комедійність у стрічці накопичено забагато персонажів та сюжетних ліній, дія занадто швидка та недоцільна, недостатньо витончена.